# Alain Boghossian
Alain Régis Boghossian - em armênio, Ալեն Պողոսեան (Digne-les-Bains, 27 de outubro de 1970) é um ex-futebolista francês de origem armênia que atuava como meio-campista. É atualmente diretor-técnico da Federação Francesa de Futebol.

## Carreira
Revelado pelo Olympique de Marseille, Boghossian jogou pelo time B entre 1989 e 1992, antes de se transferir para o Istres, onde atuou por uma temporada antes de voltar à equipe marselhesa em 1993. Em sua única temporada como atleta profissional do Olympique, marcou 3 gols em 31 partidas, e em 1994 foi contratado pelo Napoli, iniciando uma trajetória de 8 anos no futebol italiano, mas sua primeira temporada pelos Partenopei foi interrompida em dezembro do mesmo ano, após romper os,ligamentos do joelho. Em 4 temporadas, Boghossian disputou 63 jogos oficiais pelo Napoli e marcou 5 gols.
Jogou ainda por Sampdoria e Parma, onde se destacou ao ganhando a Copa da UEFA (atual Liga Europa) de 1998–99 (atual Liga Europa), a Supercopa Italiana e a Copa nacional. Em 2002, assinou com o Espanyol, mas sua passagem pela equipe de Barcelona foi prejudicada por uma série de problemas físicos e o meio-campista disputou apenas 6 partidas oficiais pelos Pericos (5 por La Liga e 1 pela Copa del Rey) antes de anunciar sua aposentadoria em outubro de 2003, aos 32 anos.

## Seleção Francesa
Descendente de armênios, Boghossian chegou a ser cogitado para defender a seleção da ex-república soviética, porém não chegou a ser lembrado nenhuma vez para defendê-la.
Sua estreia pela Seleção Francesa ocorreu em outubro de 1997, na vitória por 2 a 1 sobre a África do Sul em amistoso disputado em Lens. Foi convocado para a disputar a Copa de 1998, sediada pela França, que se sagraria campeã ao vencer o Brasil por 3 a 0. Embora tivesse atuado em 5 partidas, o meia jogaria apenas uma partida como titular, contra a Arábia Saudita.
Uma lesão tirou o meia da Eurocopa de 2000, onde a França conquistaria seu segundo título seguido, e foi lembrado para a Copa de 2002. Boghossian viu Les Bleus caírem na primeira fase, sem conquistar nenhuma vitória e não tendo entrado nenhuma vez durante a campanha. Em maio do mesmo ano, o meia havia feito sua última partida pela seleção, contra a Bélgica. O meia disputou 26 jogos pela França e marcou 2 gols.

## Pós-aposentadoria
Depois de abandonar os gramados, Boghossian chegou a disputar torneios de golfe até 2008, quando foi escolhido como auxiliar-técnico de Raymond Domenech na Seleção Francesa. Mantido na função durante a passagem de Laurent Blanc no comando dos Bleus, deixou o cargo após a Eurocopa de 2012 antes de tornar-se diretor-técnico da Federação Francesa de Futebol.

## Títulos
Seleção Francesa
- Copa do Mundo: 1998

Parma
- Copa da UEFA: 1998–99
- Supercopa da Itália: 1999
- Copa da Itália: 1998–99, 2001–02